# Pongsakorn Junhom
Pongsakorn Junhom (thailändisch พงศกร จันทร์หอม, * 17. April 1986 in Ratchaburi) ist ein thailändischer Fußballspieler.

## Karriere
Pongsakorn Junhom stand bis 2013 bei Ratchaburi Mitr Phol unter Vertrag. Der Verein aus Ratchaburi spielte in der höchsten thailändischen Liga, der Thai Premier League. Für Ratchaburi absolvierte er zehn Erstligaspiele. Wo er von 2017 bis 2017 unter Vertrag stand, ist unbekannt. 2018 nahm ihn der Rayong FC unter Vertrag. Mit dem Verein aus Rayong spielte er in der zweiten Liga, der Thai League 2. Nach der Hinrunde wechselte er nach Ubon Ratchathani zum dortigen Ubon Ratchathani FC. Der Verein spielte in der dritten Liga, der Thai League 3. Hier trat Ubon in der Upper Region an. 2019 nahm ihn der Viertligist Surat Thani City FC aus Surat Thani unter Vertrag.